# Assurance scolaire
Une assurance scolaire est une assurance couvrant les activités scolaires. Elle peut désigner une assurance destinée à un établissement d'enseignement ou une assurance destinée aux élèves pour couvrir les risques non imputables à cet établissement.

## En France
En France, l'assurance scolaire a deux significations :
- la première concerne la catégorie d'assurance réclamée par les établissements scolaires français auprès des parents d'élèves scolarisés dans ces établissements ;
- la seconde concerne le contrat d'assurance proposée par des compagnies d'assurance pour satisfaire notamment à ces besoins.

### Activités scolaires
Chaque établissement scolaire est assuré pour les dommages qui seraient causés aux enfants en raison du mauvais état des bâtiments ou d'une faute des maîtres (ex : absence de surveillance). Cette assurance ne couvre donc pas les accidents et autres dommages (vols, …) dont seraient victimes les enfants dans les circonstances telles où aucune faute ne peut être imputable à l’établissement scolaire ou à son personnel.

#### Activités obligatoires
Une activité obligatoire est une activité gratuite définie à l’intérieur du programme scolaire, et se déroule pendant le temps scolaire (c’est-à-dire habituellement, pour l'école maternelle et primaire, de 8 h 30 à 11 h 30, et de 13 h 30 à 16 h 30). Une sortie sportive régulière à l’intérieur exclusif de ce temps scolaire est ainsi une activité obligatoire.
Il est conseillé aux parents d'élèves – mais pas obligatoire – d’assurer les enfants pour les activités scolaires habituelles, dites obligatoires. Cependant, l’absence d’assurance personnelle n'empêche pas l’enfant d’assister à ces activités. Par ailleurs, une assurance collective peut être prise lors de ces sorties.

#### Activités facultatives
Les activités facultatives sont des activités dont une partie s’effectue hors du temps scolaire : pause déjeuner de midi, nuit (classe verte, classe de neige, échange linguistique, …). Sont également considérées comme des activités facultatives celles qui s’effectuent strictement pendant le temps scolaire, mais pour lesquelles une participation financière est demandée aux parents (théâtre, cinéma, …).
Pour participer à ces activités, il est obligatoire que l’élève ait sa propre assurance. Sans cette assurance, le chef d’établissement peut lui interdire cette activité, l’élève devant alors rester dans l’établissement lorsque ses camarades seront dehors.
En résumé, pour les parents d'élèves, il est facultatif mais conseillé de souscrire une assurance spécifique pour couvrir son enfant lors des activités scolaires obligatoires, alors qu'il est obligatoire de souscrire une assurance spéciale pour couvrir son enfant lors des activités scolaires facultatives. Un additif à son contrat d'assurance habitation en responsabilité civile suffit.

### Les risques couverts par une assurance scolaire pour l'élève
Les deux principaux risques à assurer sont :
- les dommages matériels ou corporels qu'un enfant peut causer à autrui.
- les dommages matériels ou corporels qu'un enfant peut subir sans qu'un responsable puisse être désigné.

Le premier risque est couvert par l'assurance en responsabilité civile, très souvent incluse dans les contrats d'assurance « multirisques - habitation ». Le second risque est couvert par une assurance vie « décès-invalidité ».
Ces deux assurances sont obligatoires pour les activités facultatives, et sont conseillées pour les activités obligatoires.
L’individuelle accident est une assurance qui couvre les dommages subis par l’enfant sans qu’un tiers en soit reconnu responsable (exemples : l’enfant chute seul ; l’enfant a été blessé mais le « coupable » est inconnu ; l’enfant reçoit des pierres chutant d’une falaise ; etc.)
Les assurances « individuelle accident » ont souvent plusieurs niveaux de garantie. Le plus basique est la couverture du trajet « école – domicile » et « sortie scolaire », les plus complètes offrent une protection 24h/24, quelle que soit l’activité (sport, loisir, …) et le lieu géographique (France ou pays étrangers).

#### L'assurance scolaire
Il s'agit d'un produit d'assurance qui couvre en partie ou en totalité les deux risques ci-dessus. Ce produit est proposé lors de chaque rentrée scolaire par les associations de parents d'élèves ou par les compagnies d'assurances. Ces produits peuvent proposer, en plus de la responsabilité civile et de l’individuelle accident, des clauses plus spécifiques : vol ou perte de cartable, casse des lunettes, aide scolaire pendant l’hospitalisation, … 
L’assurance scolaire n’est pas obligatoire, mais permet simplement de se soumettre aux obligations liées aux activités facultatives s'il n'existe pas, pour l'enfant, de couverture en responsabilité civile et individuelle accident.

### En cas d'accident
Lorsqu’un accident arrive, le chef d’établissement prévient si nécessaire les secours, puis les parents. Il doit rédiger ensuite un rapport appelé « déclaration d’accident scolaire » et destiné au recteur d’académie dont il dépend. Ce rapport doit fournir le maximum d’information sur les circonstances de l’accident : lieu, date et heure, protagonistes, témoins, description …
La loi n°78-753 permet aux parents d’un élève victime d’obtenir une copie de ce rapport, et de pouvoir y rajouter des informations supplémentaires qui y seront annexées.
En cas d’accident corporel, une déclaration dans le ou les jours qui sui(ven)t doit être faite auprès de l'assurance décès-invalidité. En effet, il arrive parfois qu’un accident considéré comme anodin provoque, plusieurs années après, une invalidité. L'assureur réclamera alors deux certificats médicaux. Le premier certificat donne une description des dommages constatés ; le second donne l’état des lésions après les soins et est rédigé une fois les soins terminés.
Il est donc important de réclamer un certificat médical le jour de l’accident.

#### Responsabilité
L'assureur demandera également de donner le nom du ou des responsables de l’acte, afin de contacter leur assurance en responsabilité civile. L’absence de responsable n’implique pas une absence de réparation, mais peut compliquer la procédure.
La responsabilité de l’établissement scolaire peut également être engagée, à la suite de la faute d’un « membre de l’enseignement » ou à un défaut d’entretien des bâtiments et/ou mobiliers. Un « membre de l’enseignement » est une personne chargée de près ou de loin de l’éducation des élèves : le chef d’établissement, les enseignants, les conseillers d’éducation, les surveillants, … mais pas le personnel technique ou chargé de l’entretien. 
En cas de faute - ce que la victime ou ses représentants devront prouver - l’État, via l’article L911-4 du Code de l’éducation, se substitue en responsabilité à celle du membre de l’enseignement. Il est donc important d’obtenir, dès que possible, le maximum de témoignages. En effet, dans ce cas, l’établissement scolaire est à la fois juge (rédacteur du rapport d’accident) et partie !